# Manfred (personaggio)
Manfred, più noto come Manny, è uno dei tre protagonisti della famosa serie cinematografica di Blue Sky Studios L'era glaciale. È un mammut marrone ed appare in tutti i film e gli speciali televisivi della serie ed è considerato quello principale tra i tre protagonisti della saga.
È doppiato da Ray Romano nella versione originale e da Leo Gullotta e da Filippo Timi (film 4-5 e nel cortometraggio La grande caccia alle uova) in lingua italiana.

## Biografia del personaggio

### L'era glaciale(2002)
Nel primo film Manfred è intento a migrare a Nord (mentre tutti gli altri a Sud) ed in completa solitudine, dimostrando un comportamento asociale, scontroso e malinconico. Si imbatte in un bradipo emarginato, Sid, e lo salva per altruismo da due brontoteri infuriati. Il bradipo, riconoscente, inizia a seguirlo ma il solitario Manfred, palesemente seccato, cerca ogni scusa per scaricarlo.  Successivamente salva dalle acque del fiume un bambino abbandonato dalla madre morente, cacciato da uno smilodonte di nome Diego. Inizialmente Manfred si oppone a riportare il bimbo da suo padre in quanto lo considera troppo rischioso, ma con l'entrata in scena di Diego esterna il suo altruismo, difendendolo dal felino. Mentre attraversava una grotta ghiacciata, il branco scopre pitture rupestri di Manny con sua moglie e suo figlio, uccisi dagli umani; questo è un momento molto sentimentale per Manny, poiché non era riuscito a proteggerli rivelando anche il motivo del suo carattere scontroso. In seguito Manny stringe un certo legame con questi personaggi, formando il branco di amici più insolito di sempre.

### L'era glaciale 2 - Il disgelo(2006)
Nel secondo film, convinto di essere l'ultimo mammut rimasto al mondo, si innamora di un'altra mammut di nome Ellie, che diventa la sua compagna.

### L'era glaciale 3 - L'alba dei dinosauri(2009)
Nel terzo film, deve salvare Sid da una T-Rex dopo che le aveva portato via i cuccioli pensando che fossero abbandonati. Per salvare il suo migliore amico, si allea con uno strampalato furetto con un occhio solo di nome Buck che vive nel mondo sotterraneo come avventuriero dopo esserci caduto da ragazzo, e alla fine, dopo aver salvato Sid, ha una figlia con Ellie di nome Pesca.

### L'era glaciale 4 - Continenti alla deriva(2012)
Nel quarto film, Pesca non è più un cucciolo, ma un'adolescente che vuole frequentare altri giovani mammut (ritenuti, non a torto, sconsiderati dallo stesso Manny), e ciò lo porta a rivelarsi iperprotettivo nei suoi confronti, tanto che la situazione degenera in una terribile lite tra lui e la figlia, proprio prima che la terra si spacchi, gettandolo in mare e separandolo dalla sua famiglia, ma alla fine riesce a sconfiggere il suo arcinemico, Capitan Sbudella, aiutato dagli altri e a riappianare le divergenze con la figlia.

### L'era glaciale - In rotta di collisione(2016)
Nel quinto film, Manny è alle prese con l'imbranato fidanzato di Pesca, Julian, che ritiene non all'altezza di sua figlia e con un gigantesco meteorite che si avvicina verso la Terra. Con l'aiuto di Buck e lo stesso Julian, il meteorite viene fermato e Manny si ricrede sul genero dando a lui e Pesca la sua benedizione e assistendo al matrimonio. 

### L'era glaciale - Le avventure di Buck(2022)
In questo spin-off Manny è un personaggio minore, in quanto il protagonista è il furetto Buck insieme a Crash ed Eddie. Durante il film lui e il Branco cercano i due opossum dopo che sono andati via. È sinceramente commosso nel vederli combattere e diventare indipendenti dalla sorella. 

## Caratterizzazione
Manfred (detto Manny dagli amici) è un mammut, membro fondatore del Branco composto all'inizio da lui stesso, il bradipo Sid e la tigre smilodonte Diego.
Ha un carattere burbero, scontroso, sarcastico ed irascibile ma in fondo è di buon cuore e dotato di grande coraggio. Prima dell'inizio della saga Manny aveva una famiglia, ma l'ha perduta a causa di una tribù di uomini cacciatori che hanno ucciso sua moglie e suo figlio. Quest'evento lo ha cambiato nel profondo, plasmando il suo carattere. 
Benché sia in genere diffidente e non molto socievole, in tutti i film della saga è comunque considerato il Capobranco non solo per la mole o la sua forza, ma anche per la sua saggezza e prudenza. Talvolta si mostra anche testardo ed irremovibile sulle sue decisioni, ma sa riconoscere quando sbaglia.
Di indole solitaria e malinconica, inizialmente accetta a fatica la compagnia di Sid e non si fida di Diego, ma diventerà il loro più grande amico. Le sue qualità migliori, che talvolta cerca di nascondere, sono la lealtà e l'altruismo verso chiunque veda in difficoltà. È lui a coniare la frase "È così che si fa in un branco. Ci si aiuta a vicenda" che sarà di ispirazione per molti anche in futuro.
Le avventure ed i pericoli affrontati dal gruppo faranno da collante per la loro amicizia e cambieranno il carattere duro di Manny, che in seguito riuscirà a lasciarsi alle spalle il passato ritrovando l'amore e costruendo una nuova famiglia. Nel corso della saga Manny mette gradualmente da parte la sua serietà mostrando un lato più dolce, affettuoso e divertente, in particolare con la moglie Ellie e la figlia Pesca, ma al tempo stesso cresce in lui un forte istinto protettivo che lo porta a voler tenere al sicuro sia la sua famiglia che il suo branco.
Anche se l'età di tutti i personaggi è ignota, pare che Manny sia il membro più anziano del gruppo (fatta eccezione per la nonna di Sid).

### Aspetto
Manny è un mammut adulto dal pelo marrone, con un ciuffo di capelli in cima alla testa e gli occhi marroni.
Una gag ricorrente nella maggior parte dei film è che tutti i personaggi credono che Manny sia grasso, cosa che a lui dà molto fastidio: afferma infatti che in realtà è solo il suo folto pelo che lo fa apparire più grosso. Essendo un mammut da 11 tonnellate ha una forza muscolare immensa che usa per aiutare gli altri in situazioni di pericolo, combattere contro avversari di grossa taglia e spostare oggetti grandi.